# Уэбб, Бойд
Бойд Уэбб (англ. Boyd Webb, 3 июля 1947, Крайстчерч, Новая Зеландия) — фотограф, новозеландец по рождению, живёт и работает в Лондоне. Известен своими фотографиями больших размеров, на которых выстроены сюрреалистические сцены, невероятные и реальные одновременно.

## Биография
Бойд Уэбб родился в городе Крайстчерч (Новая Зеландия) 3 июля 1947 года. Изучал изобразительное искусство в университете Кентербери, а затем в Royal College of Art в Лондоне. С 1972 года живёт и работает в Лондоне.

## Творчество
Сюрреалистические фотосцены Уэбба — результат длительной подготовки с применением подъемников, блоков, декораций, всячески переделанных и замаскированных предметов. В таких работах как «Кормление», эффект создается за счет контраста между причудливой эксцентричностью обстановки и изобразительными средствами цветной фотографии: человек лежит под водой, присосавшись к соску кита. «Шкура» кита — старая прорезиненная ткань, а «сосок» — индийский овощ.